# Campionati europei di 470 1973
I Campionati europei di 470 1973 si sono svolti a Saint-Cast-le-Guildo, in Francia, dall'8 al 17 agosto 1973.

## Podi
| Evento   | Oro                                        | Argento                                    | Bronzo                                              |
| 470 Open | Danimarca Henrik Söderlund Anders Børresen | Germania Ovest Frank Hübner Klaus Feldmann | Paesi Bassi Joop van Werkhoven Robert van Werkhoven |

## Medagliere
| Posiz. | Nazione        | Oro | Argento | Bronzo | Totale |
| ------ | -------------- | --- | ------- | ------ | ------ |
| 1      | Danimarca      | 1   | 0       | 0      | 1      |
| 2      | Germania Ovest | 0   | 1       | 0      | 1      |
| 3      | Paesi Bassi    | 0   | 0       | 1      | 1      |
| Totale | Totale         | 1   | 1       | 1      | 3      |